# Borysławka (potok)
Borysławka – potok w Borysławce, w gminie Fredropol, w powiecie przemyskim. Potok jest przedstawiony na mapie Friedricha von Miega z XVIII w.
Wypływa spod przełęczy pod Kanasinem w paśmie Turnicy; płynie na północ przez Borysławkę i wpada pomiędzy Posadą Rybotycką a Rybotyczami do Wiaru, dopływu Sanu.